# بازی شیطان
جوکر،‌ بازی شیطان، نوعی بازی ورق است که معادل بازی‌های Black Peter و Old Maid می‌باشد و بیشتر در ورکی بازی می‌شود. این بازی که بیشتر مناسب کودکان است، بسیار ساده و یادگیری آن هم بسیار آسان است و محدودیتی از نظر تعداد نفرات ندارد. با این حال بازی کردن با شمار کمتر از سه و نیز شمار بسیار زیاد از گیرایی آن می‌کاهد.

## شیوه بازی
به مجموعه ورق‌ها یک جوکر افزوده می‌شود و بازیکنان تلاش می‌کنند با تبادل نوبتی و شانسی کارت‌ها ، هر چه زودتر کارت‌های خود را به صورت دو به دو و از یک شماره از دست خود خارج کنند. در پایان کسی که دارنده جوکر است بازنده بازی است و اصطلاحاً شیطان یا دزد نامیده می‌شود. نفر اول شروع می‌کند و یکی از ورق‌های نفر سمت راست خود را از پشت می‌کشد اگر ورق جوری با آن داشت هر ۲ را زمین می‌اندازد و یک ورق دیگر می‌کشد و همین‌طور ادامه می‌دهد و اگر ورق هم خوان (از نظر عددی یا مثلاً شاه یا بی بی و…) نداشت نوبت او تمام می‌شود و نفر سمت راست همین کار را با نفر سمت راست خود می‌کند و دور تکرار می‌شود. جوکر با هیچ ورقی پایین انداخته نمی‌شود و کسی که در آخر جوکر در دستش باقی می‌ماند بازنده است و با نظر جمع جریمه‌ای را می‌دهد. 
ترتیب دست دادن دست‌ها به صورت ۱۴ و ۱۳ و ۱۳ و ۱۳ است و نفری که ۱۴ ورق گرفته‌است بازی را شروع می‌کند. (هر کسی که طبق قرعه انتخاب شود مثلاً با آس)
نخستین کسی که بازی را به پایان برده‌است، شاه (یا حاکم) و نفر یکی مانده به نفر پایانی، جلاد نام می‌گیرد و شاه می‌تواند یک حکم کیفر را برای بازنده دستور دهد.